# 귀인 조씨 (영조)
귀인 조씨(貴人 趙氏, 1707년 10월 29일(음력 10월 16일) ~ 1780년 10월 21일(음력 10월 5일))는 조선 영조의 후궁이며 화유옹주의 생모이다.

## 생애
본관은 풍양이며 1707년(숙종 33년) 아버지 조태징(趙台徵)과 어머니는 밀양 박씨 사이에서 태어났다.
귀인 조씨 묘표에 의하면 10세 때인 1716년(숙종 42년)에 입궁하였고, 1735년(영조 11년) 9월 9일, 영조의 여덟째 딸인 옹주를 낳아, 한달 후인 10월 16일 내명부 종4품 숙원(淑媛)에 봉작되며 영조의 후궁이 되었다. 이때 낳은 옹주는 다음해에 사망하였으며 1740년(영조 16년) 영조의 열째 딸인 화유옹주(和柔翁主)를 출산하였다.
이후 종2품 숙의(淑儀)로 진봉되었으며, 1778년(정조 2년) 정조에 의해 특별히 종1품 귀인(貴人)에 진봉되었다.
1780년(정조 4년) 10월 5일, 74세를 일기로 사망하였으며, 사후 귀인 조씨의 제사는 사위 황인점(黃仁點)의 가문인 창원 황씨 집안에서 지내게 되었다.
귀인 조씨의 묘는 경기도 부천시 오정구 여월동에 있다.

## 가족 관계
| - 아버지 : 조태징 (趙台徵, 생몰년 미상) - 어머니 : 밀양 박씨(密陽 朴氏, 생물년 미상) | - 남편 : 영조(英祖, 1694 ~ 1776) - 장녀 : 옹주(翁主, 1735 ~ 1736) - 차녀 : 화유옹주(和柔翁主, 1740 ~ 1777) - 사위 : 창성위(昌城尉) 황인점(黃仁點, 1732 ~ 1802) |